# Mothra
Mothra (モスラ Mosura?) es un personaje ficticio descrito como un monstruo gigante (en Japón denominado kaiju) que se asemeja a una polilla. Desde su debut fílmico en la película Mothra de 1961. Ha aparecido en varias películas tokusatsu de Tōhō, a menudo como un personaje recurrente en la franquicia de Godzilla.

## Nombre
El nombre "Mothra" es la sufijación de "-ra" a la palabra en inglés "moth" (polilla); ya que el idioma japonés no tiene fricativos dentales, se aproxima con la palabra "Mosura" en japonés. El sufijo "ra" sigue el precedente impuesto por "Gojira", que a su vez deriva de kujira (鯨（クジラ), la palabra japonesa para "ballena", para indicar el tamaño enorme del personaje.

## Descripción general del personaje y su desarrollo

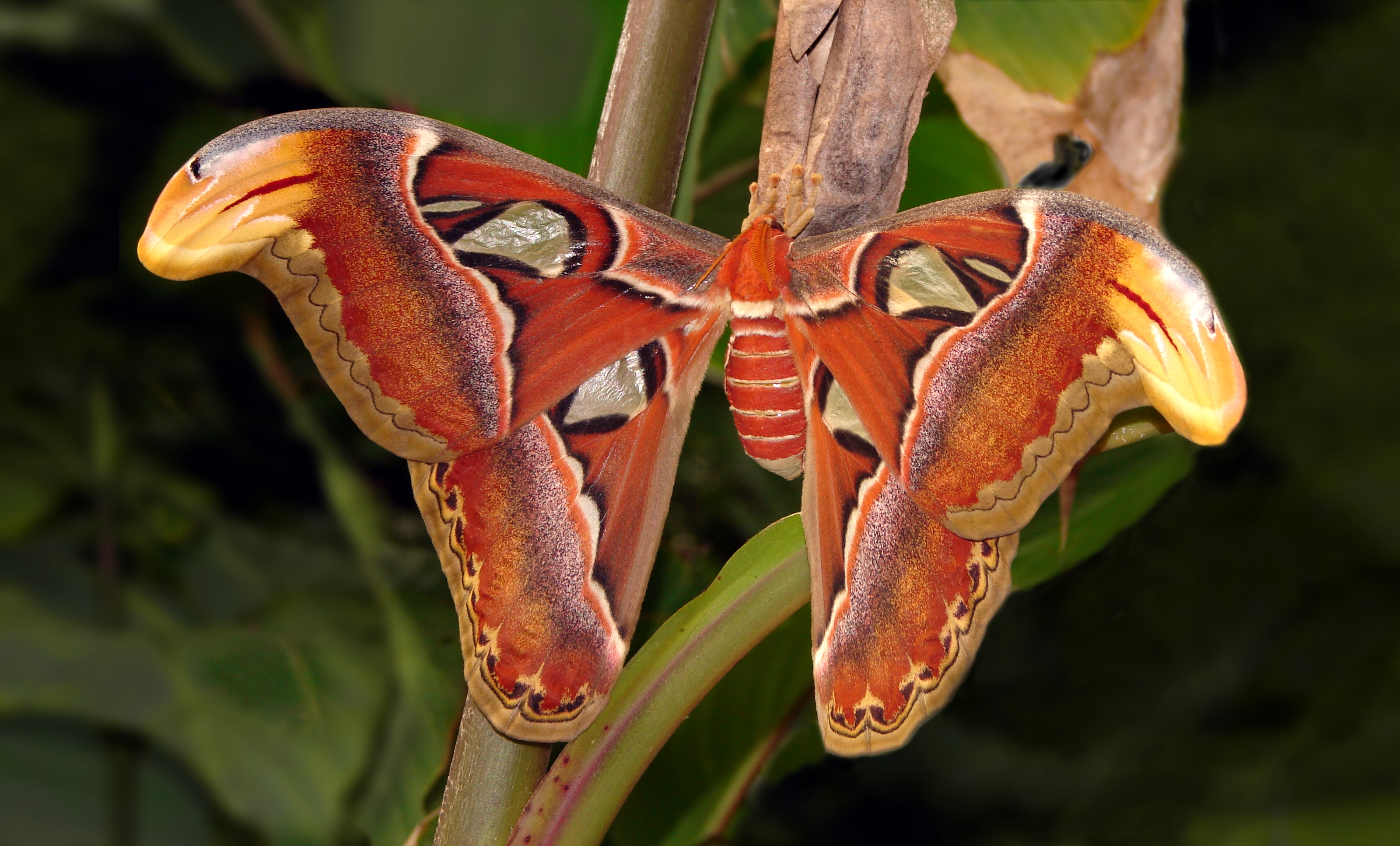
El diseño de Mothra está inspirado por las polillas de seda gigantes como la Polilla Atlas.

El diseño icónico del personaje de Mothra es el de una oruga gigante marrón con ojos azules, o un imago colorido que combina atributos de polillas y mariposas con adornos ficticios como piezas bucales masticantes y ojos simples. Es típicamente mostrado en pantalla usando una marioneta; un animatrónico sobre ruedas controlado por radio en su forma de oruga, y una marioneta colgada con cables que mueven las alas en su forma adulta. En películas más recientes fue diseñada por gráficos en computadora.
En el momento de su creación, el colorido y naturaleza benevolente de Mothra la alejó de otros monstruos gigantes de Tōhō. Mothra es representada generalmente como un insecto gigante que vive en una isla tropical, donde es adorada como una deidad. Es un personaje pacífico que solo pelea para protegerse a sí mismo, a sus aliados o a la Tierra. Está usualmente acompañada por hadas gemelas en miniatura, quienes la invocan para la batalla cantando una plegaria (Mosura No Uta). Dependiendo de la película, las Gemelas han tenido muchos títulos, como las Shobijin, las Cosmos, y las Elias. La trilogía de Rebirth of Mothra expandió su caracterización, dándoles nombres (Lora y Moll) y una hermana malvada llamada Belvera. 
Mothra ha sido mostrada usando varias habilidades especiales: disparar seda, volar, hacer metamorfosis, generar vientos huracanados, esparcir veneno y usar varios ataques de energía mágica. Según perfiles suplementarios del personaje en medios relacionados, Mothra mide de 30 a 180 metros de largo y pesa de 9,000 a 15,000 toneladas en su forma larval, y posee un peso de 15000 a 25,000 toneladas y una envergadura de 75 a 250 metros en su forma adulta. Mothra es uno de los oponentes recurrentes más frecuentes de Godzilla, aunque nunca lo ha vencido sin asistencia; en algunas historias, Mothra es también mostrada como el aliado de Godzilla.
En la trilogía de películas de Mothra se cuenta la historia del hijo de Mothra, conocido como Mothra Leo el cual después de que su madre muriera luego de una batalla con un monstruo llamado Desghidorah este lo enfrenta para después enfrentarse en sus otras dos películas a los monstruos Daghara y Grand King Ghidorah. Este es la Mothra que cuenta con una especie de evolución para poder ponerse a la par con sus enemigos; Mothra Leo a diferencia de su madre posee en sus alas color verde, naranja, rojo y negro con unas alas más parecidas a las de una polilla real. Algo que lo distingue de igual forma a otras apariciones de Mothra es que en su forma larvaria Mothra Leo puede disparar un rayo de energía de su pecho.

## Apariciones
- Mothra
- Mothra vs. Godzilla

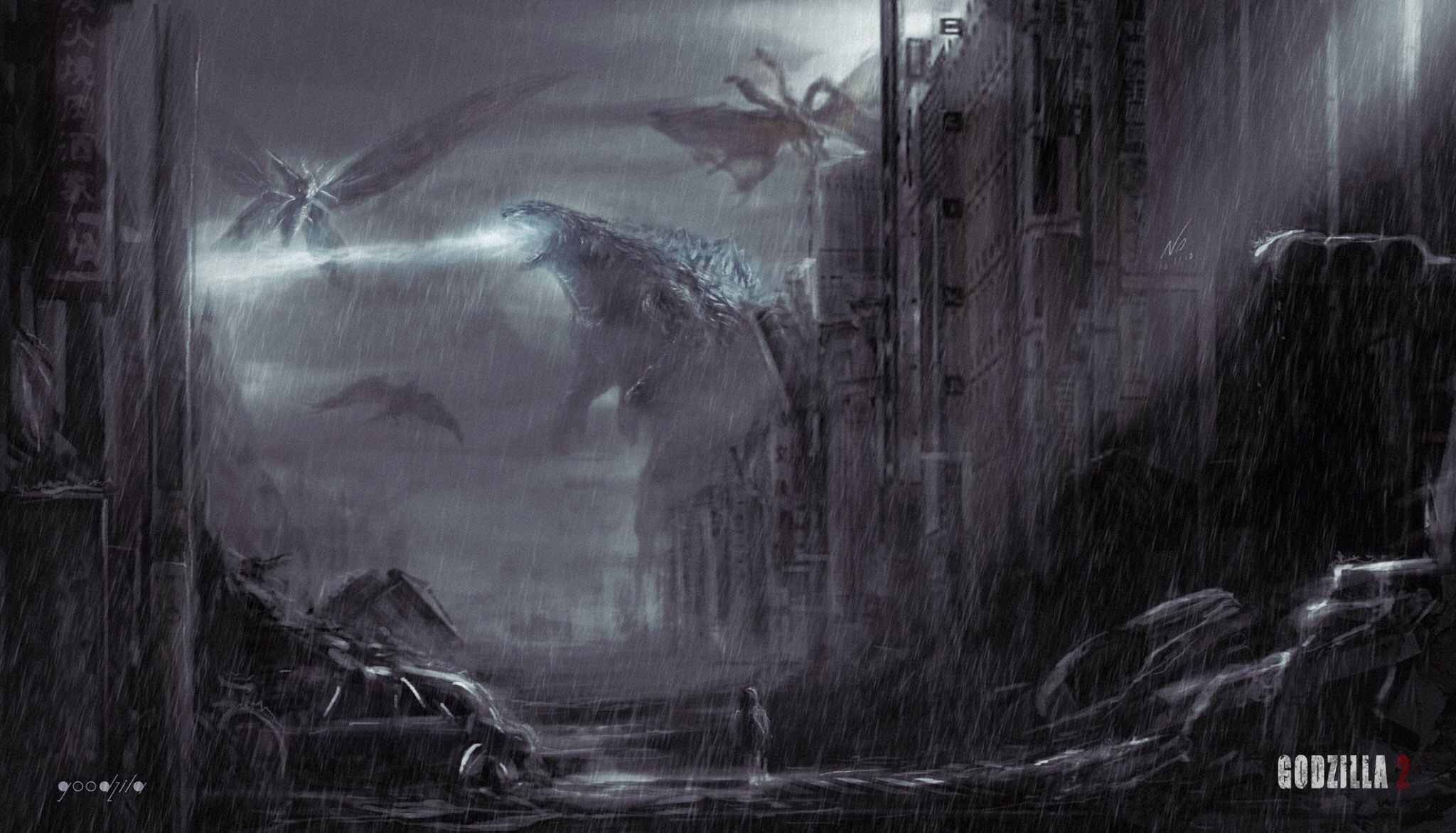
Arte conceptual temprano de la película Godzilla: King of the Monsters, donde se muestra a Mothra y Godzilla luchando contra Ghidorah y Rodan.

- San Daikaijū: Chikyū Saidai no Kessen
- Gojira, Ebira, Mosura Nankai no Daikettō
- Kaijū Sōshingeki
- Chikyū Kogeki Meirei Gojira tai Gaigan
- Godzilla vs. Mothra
- Godzilla vs. SpaceGodzilla
- Rebirth of Mothra
- Rebirth of Mothra II
- Rebirth of Mothra III
- Godzilla, Mothra, King Ghidorah: Daikaijū Sōkōgeki
- Godzilla × Mechagodzilla
- Godzilla x Mothra x Mechagodzilla: Tokyo S.O.S.
- Godzilla: Final Wars
- Kong: La Isla Calavera
- Godzilla: King of the Monsters
- Godzilla x Kong: The New Empire
- Videojuegos de Godzilla
- Comics de Godzilla

## Recepción
Mothra es uno de los monstruos más populares de Tōhō, y el segundo después de Godzilla con más apariciones fílmicas. Tōhō intentó continuar la película de 1989 Godzilla tai Biollante con una resurrección de Mothra en su propia película spin-off, Mothra vs. Bagan, para ser lanzada en 1990. Sin embargo, teniendo en cuenta el decepcionante rendimiento en taquilla de Biollante. La productora descartó el proyecto para hacer en cambio, otra película de Godzilla, Godzilla vs. King Ghidorah (1991). Un estudio de 1992 reveló que Mothra era el personaje de Tōhō más popular entre las mujeres, una observación que inspiró a Tōhō a revisar de nuevo sus planes, abandonando una secuela propuesta de King Ghidorah en favor de una película de Godzilla/Mothra. Continuando el final de la serie Heisei de Godzilla, Tōhō produjo una trilogía de películas de Mothra, conocida en Estados Unidos como Rebirth of Mothra (1996–1998). Mothra así se volvió el primer daikaiju de Tōhō en tener sus propias películas luego de su incorporación en la franquicia de Godzilla.